# Jolt Cola
Jolt Cola is een colasoort (frisdrank) met een hoog cafeïnegehalte. Jolt werd voor het eerst gemaakt in 1986 en kwam oorspronkelijk in een rood aluminium blik met blauwe horizontale strepen rondom het blik. Het welbekende Jolt Cola logo bestond uit het woord "Jolt" in witte letters met een rode rand en een gele bliksemschicht door de letter "O" heen.
Oorspronkelijk was Jolt Cola vrij controversieel. De eerste advertenties van Jolt Cola waren geneigd gebruik te maken van "sexappeal" om de aandacht te trekken van potentiële jonge (mannelijke) klanten. De eerste producties van Jolt Cola bevatten waarschijnlijk meer suiker dan de huidige samenstelling, maar de latere Jolt Cola bevatte toch evenveel suiker als de cola van andere bekende merken. Jolt Cola bevatte ongeveer net zo veel cafeïne als koffie (gewone koffie, geen espresso of andere 'specialiteiten') en dus twee keer zoveel als Coca-Cola.
Jolt Cola werd oorspronkelijk gemaakt door The Jolt Cola Company in Rochester, New York; later werd de cola gemaakt door Wet Planet Beverages, ook in Rochester.
Jolt Cola had naast cola ook andere drankjes, met de namen Cherry Bomb, Citrus Climax, Orange Blast, White Lightning, Red Eye, en Electric Blue. Ook was er een zogenaamde Jolt Espresso. Er waren ook andere producten die de Joltnaam gebruiken, zoals Jolt Candy en Jolt Gum.
In 2005 had Jolt Cola zijn productassortiment gerestyled. Jolt Cola werd toen verkocht in "Battery cans", batterijvormige flesjes, en het logo werd gewijzigd. De beschikbare smaken zijn toen ook aangepast. De batterycansmaken waren Jolt Cola, Blue, Cherry Bomb, Ultra, en Red.
In 2009 werd Wet Planet Beverages, de producent van Jolt Cola failliet verklaard.
3ES Cola · Afri-Cola · Alter Cola · Amrat Cola · Apotekarnes Cola · Arab Cola · Barr Cola · Beuk Cola · Big Cola · Boylan Cane Cola · Breizh Cola · Bubba Cola · C&C Cola · Campa Cola · Cat Cola · Chat Cola · Chek Cola · Chero-Cola · China Cola · Chtilà Cola · Classic Cola · Club Cola · Coca-Cola · Cola Turka · Cole Cold · Corsica Cola · Count Cola · Cricket Cola · Cuba Cola · Diet Rite Cola · Dixi Cola · Double Cola · El Ché Cola · Elsass Cola · Evoca Cola · Fada Cola · Faygo Cola · Feichang Cola · First Choice Cola · Freeway Cola · Frescolita · fritz-kola · Fruti Kola · Fukola Cola · Future Cola · Fuji-Cola · Herschi Cola · Highway Cola · Icy-Cola · Imazighen Cola · Inca Kola · Isaac Kola · Jolly Cola · Jolt Cola · Just Cola · KasKol · Kiri · Kitty Kola · Kofola · Kola Real · Kola Román · Kola Shaler · Kristal Kola · LA Ice Cola · Libella · Like Cola · Master Choice · Moxie · Mecca-Cola · Muslim Up · Odina · OK Cola · OpenCola · Parsi Cola · Pepsi Cola · Perú Cola · Polo-Cockta · Pop Cola · Pran Cola · Premium-Cola · President's Choice Cola · Qibla Cola · R.C. Cola · Raak Cola · Raak Kindercola · Red Kola · Reyna Kola · Ritchie Cola · River Cola · Rola Cola · Royal Crown Cola · Sam's Choice Cola · Salva Cola · Honey Saps Cola · Schweppes Cola · Shasta Cola · Sinalco Cola · Sugar Cane Cola · TaB Cola · Thums Up · Tropicola · tuKola · Ubuntu Cola · Ugarit Cola · Uludağ Cola · Virgin Cola · Vita Cola · Viva Cola · XL Cola · Zam Zam Cola · Zelal Cola · ZOOB Cola